# Балан (Восточный Седан)
Бала́н (фр. Balan) — коммуна во Франции, находится в регионе Шампань — Арденны. Департамент коммуны — Арденны. Входит в состав кантона Восточный Седан. Округ коммуны — Седан.
Код INSEE коммуны — 08043.
Коммуна расположена приблизительно в 220 км к северо-востоку от Парижа, в 95 км северо-восточнее Шалон-ан-Шампани, в 20 км к юго-востоку от Шарлевиль-Мезьера.
С 1560 по 1642 год Балан был частью Седанского княжества.

## Население
Население коммуны на 2008 год составляло 1637 человек.
| 1962 | 1968 | 1975 | 1982 | 1990 | 1999 | 2008 |
| ---- | ---- | ---- | ---- | ---- | ---- | ---- |
| 1404 | 1461 | 1419 | 1376 | 1568 | 1612 | 1637 |

## Экономика

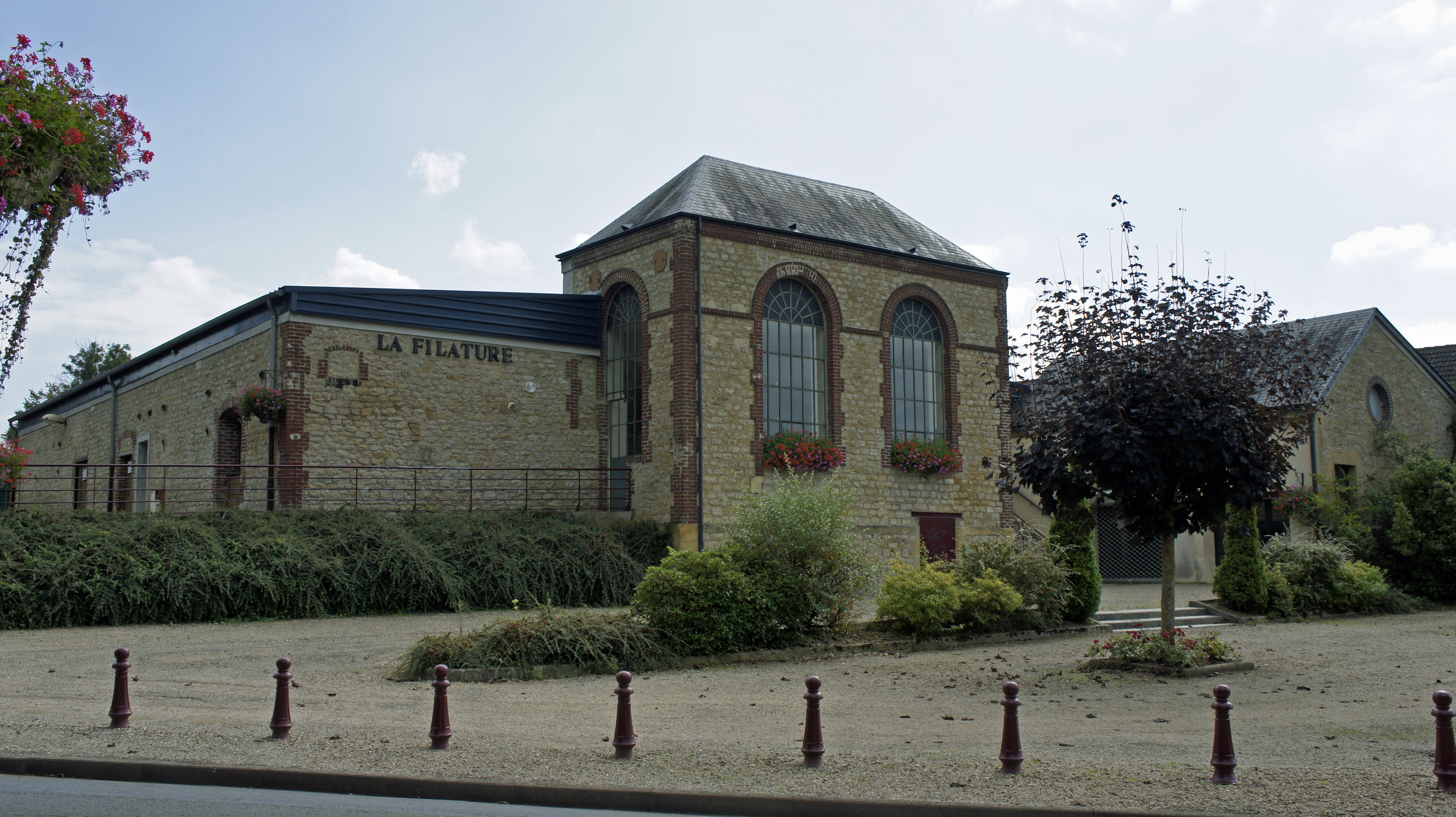
Прядильная фабрика Боном

В 2007 году среди 1108 человек в трудоспособном возрасте (15—64 лет) 781 были экономически активными, 327 — неактивными (показатель активности — 70,5 %, в 1999 году было 65,1 %). Из 781 активных работали 676 человек (384 мужчины и 292 женщины), безработных было 105 (47 мужчин и 58 женщин). Среди 327 неактивных 119 человек были учениками или студентами, 96 — пенсионерами, 112 были неактивными по другим причинам.

## См. также

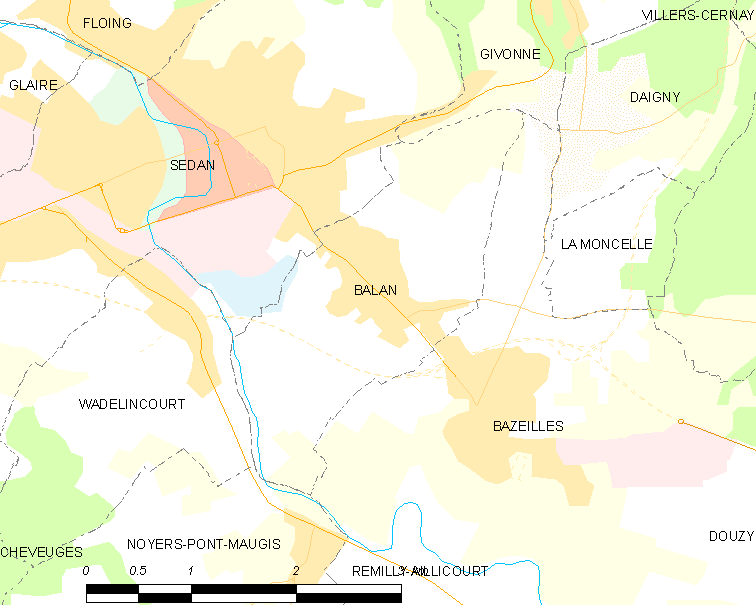
Карта коммуны